# Nobody (пісня)
« Nobody » — девятий трек із мікстейпу американського репера Chief Keef Nobody (2014), оприлюднений 15 грудня 2014 р. для просування проєкту. «Nobody» помітно семплує «Brother's Gonna Work It Out» Віллі Гатча (1973), яку також раніше семплував Chance the Rapper на своєму мікстейпі Acid Rap (2013). Каньє Вест сильно використовує автотюн, який змішується з його емоціями.

## Реліз
18 серпня 2014 року Кіф поділився уривком треку в інстаграмі. Репер офіційно оприлюднив обкладинку альбому 2 вересня. 22 листопада 2014 року оголошено, що пісня має вийти 2 грудня й потрапить до однойменного альбому Кіфа, що поклало край будь-яким припущенням про те, що «Nobody» буде треком на Bang 3. Утім, трек вийшов пізніше, ніж планувалося спочатку, а саме 15 грудня, за день до виходу мікстейпу.

## Обкладинка
2 вересня 2014 року Chief Keef оприлюднив обкладинку до пісні «Nobody». На ній зображено голови Кіфа та Каньє Веста пліч-о-пліч, які ніби розчиняються в чорному тлі. Кіф має пачку доларових купюр, піднесену до вуха.

## Сприйняття
Різні джерела дійшли згоди, що нерозбірливі слова та наспіви Кіфа, накладені на вокал Каньє Веста, створили одну з його найбільш емоційно насичених пісень. Міґан Ґарві пише, що на треці «Кіф перебуває в найчуттєвішому й найчеснішому стані», маючи на увазі рядок «They thought I was a joke», який той пробурмотів «з меланхолією, що наштовхує на думку про те, що він читає коментарі». Бреннан Карлі зі «Spin» прокоментував: «Поки Вест зайнятий своїми фірмовими співами з 
808 на задньому плані, дриловий репер нерозбірливо виголошує хвалькуваті тексти».